# Cmentarz Prawosławny w Sosnowcu
Cmentarz Prawosławny w Sosnowcu – cmentarz wchodzący w skład Cmentarza Wielowyznaniowego w Sosnowcu.
Założony został w 1894 roku. Zajmuje powierzchnię 0,9 ha. Związany jest z wybudowaniem cerkwi Świętych Wiery, Nadzieżdy i Ljub'wi w Sosnowcu oraz powołaniem parafii prawosławnej. Jest to jedyny cmentarz prawosławny w całej metropolii śląsko-zagłebiowskiej. Charakterystyczne jest ogrodzenie cmentarza wybudowane jako kamienny mur z dębową ażurową bramą. 

## Pochowani
- Ksiądz mitrat Sergiusz Dziewiatowski – proboszcz parafii prawosławnej w Sosnowcu i były dziekan okręgu krakowskiego diecezji łódzko-poznańskiej[2]
- Tatiana Gierek – polska lekarka, profesor nauk medycznych, specjalistka w zakresie laryngologii, kierowniczka Kliniki Laryngologii Śląskiego Uniwersytetu Medycznego w Katowicach[3]
- Nadzieja Griniuk-Bardo – polski lekarz chorób zakaźnych, dyrektor a później patron Szpitala Przeciwgruźliczego w Sosnowcu przy ul. Pekin na Zagórzu[4][5][6]
- Jan Przemsza-Zieliński – popularyzator dziejów Sosnowca
- Iwan Feszczenko-Czopiwśki – ukraiński minister przemysłu i handlu w rządzie Wsiewołoda Hołubowycza, a następnie minister gospodarstwa narodowego i wicepremier w gabinecie Sergiusza Ostapenki. Na cmentarzu znajduje się jego symboliczny nagrobek.
- Ariadna Gierek-Łapińska – polska lekarka, profesor nauk medycznych, specjalistka w zakresie okulistyki, kierowniczka Kliniki Okulistyki Śląskiego Uniwersytetu Medycznego w Katowicach[7]